# Maracanã (Pará)
Maracanã est une municipalité brésilienne située dans l'État du Pará.